# Parathurammina
Parathurammina es un género de foraminífero bentónico de la subfamilia Parathurammininae, de la familia Parathuramminidae, de la superfamilia Parathuramminoidea, del suborden Fusulinina y del orden Fusulinida. Su especie tipo es Parathurammina dagmarae. Su rango cronoestratigráfico abarca desde el Ludloviense (Silúrico superior) hasta el Tournaisiense (Carbonífero inferior).

## Discusión
Algunas clasificaciones más recientes incluyen Parathurammina en el suborden Parathuramminina, del orden Parathuramminida, de la subclase Afusulinina y de la clase Fusulinata.

## Clasificación
Se han descrito numerosas especies de Parathurammina. Entre las especies más interesantes o más conocidas destacan:
- Parathurammina dagmarae

Un listado completo de las especies descritas en el género Parathurammina puede verse en el siguiente anexo.
En Parathurammina se han considerado los siguientes subgéneros:
- Parathurammina (Parathuramminites), aceptado como género Parathuramminites
- Parathurammina (Salpingothurammina), también considerado como género Salpingothurammina
- Parathurammina (Saltovskajina), aceptado como género Saltovskajina